# Трансмонгольська залізниця
Трансмонгольська залізниця проходить через столицю Монголії Улан-Батор і з'єднує російське місто Улан-Уде (на Транссибі) з китайським містом Цзинін.
Найважливіші зупинні пункти Монголії: Сухе-Батор, Дархан I, Чойр, Сайн-Шанд, і Дзамин-Уд, а в Китаї - Ерлянь (прикордонна станція, де відбувається зміна колісних пар у зв'язку зі зміною ширини колії). Залізниця була побудована в 1949-1961 роках. Магістраль, головним чином, в Монголії одноколійна, в Китаї - двоколійна. Ширина колії дорівнює 1520 мм в Росії та Монголії і 1435 мм у Китаї. Від магістралі прямують важливі гілки до Шарин-Голу (від ст. Дархан II), Ерденету (від ст. Салхіт), Баганууру (від ст. Багахангай), Бор-Ундеру (від ст. Айраг), і Зуунбаяну (від ст. Сайн-Шанд).

## Історія
Залізниця в Монголії з'явилися порівняно недавно. Будівництво Трансмонгольської магістралі почалося в 1947, прийшовши до Улан-Ботора з півночі в 1950-му, а до китайського кордону в 1955. До цього в Монголії існувала тільки відкрита в 1938, 43-кілометрова гілка, що з'єднувала вугільні шахти в Налайхі зі столицею і використовувана тільки для перевезення вантажів 236-кілометрова гілка, що з'єднувала Борзю (СРСР, станція на Трансибі) з Баян-Туменом (сучасний Чойбалсан ) на північному сході країни (відкрита в 1939 році).
Російський Іркутський державний університет шляхів сполучення відкрив філію в Улан-Баторі в червні 2009.

## Функціонування
Монгольська залізнична компанія Mongolyn Tömör Zam  здійснює 80% всіх вантажних і 30% всіх пасажирських перевезень в Монголії.  Після революції в Монголії у 1990 вантажні перевезення скоротилися приблизно на половину, але у 2005, майже повернулися на попередній рівень. Кількість пасажирських перевезень досягло рівня 1989 року, ще раз до 2001 — 4,1 мільйона пасажирів.
Для збільшення надійності більшість потягів мають два локомотиви, так як будь-які простої у залізничному сполученні можуть викликати серйозні економічні збитки в малонаселеній країні, в якій подолання великих відстаней є важливим завданням для її нормального функціонування.
Оскільки на території Монголії ширина колії така ж, як в колишньому СРСР (1520 мм), а в Китаї - 1435 мм, то при перетині китайської кордону поїздам повинні бути замінені колісні пари. Ця процедура разом з митним оглядом може зайняти кілька годин.

## Галерея

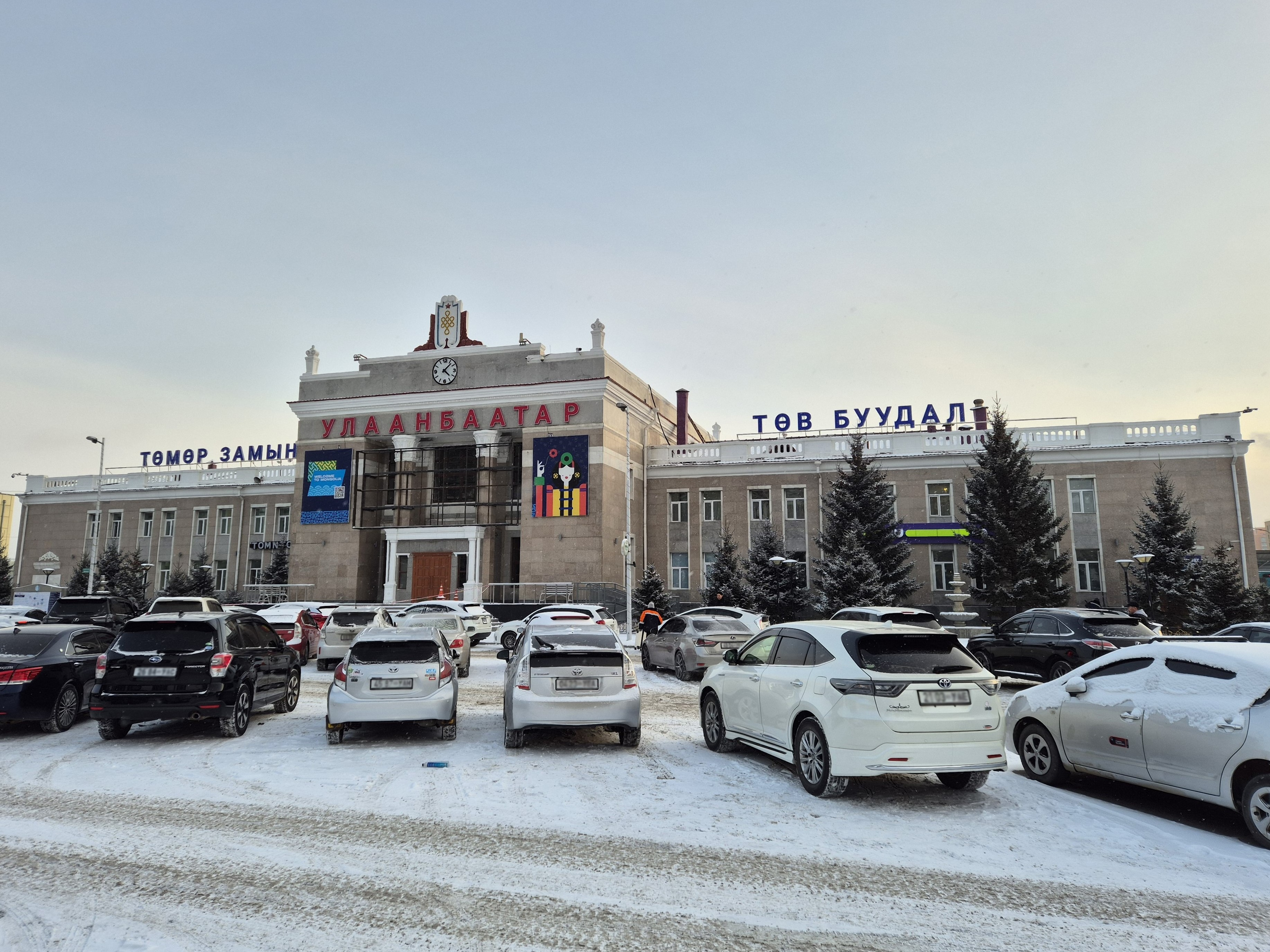
Вокзал в Улан-Баторі
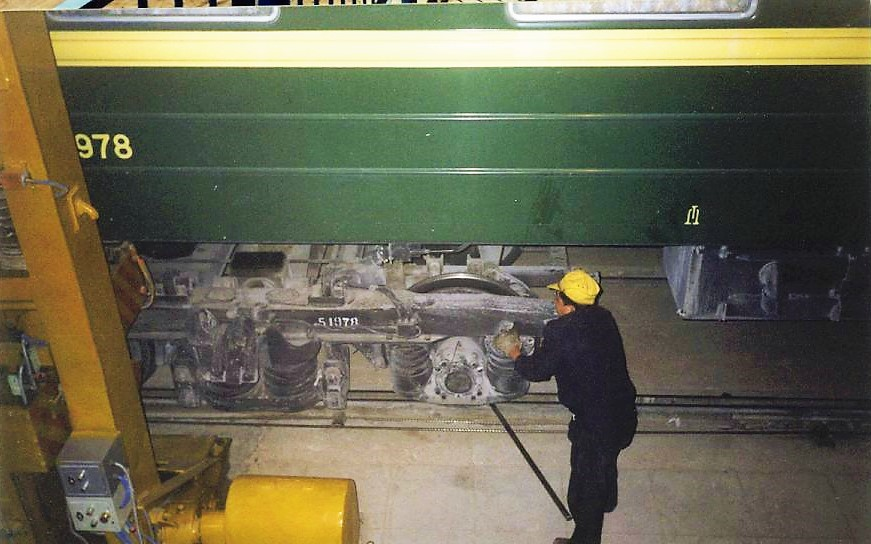
Заміна колісних пар на монгольсько-китайському кордоні
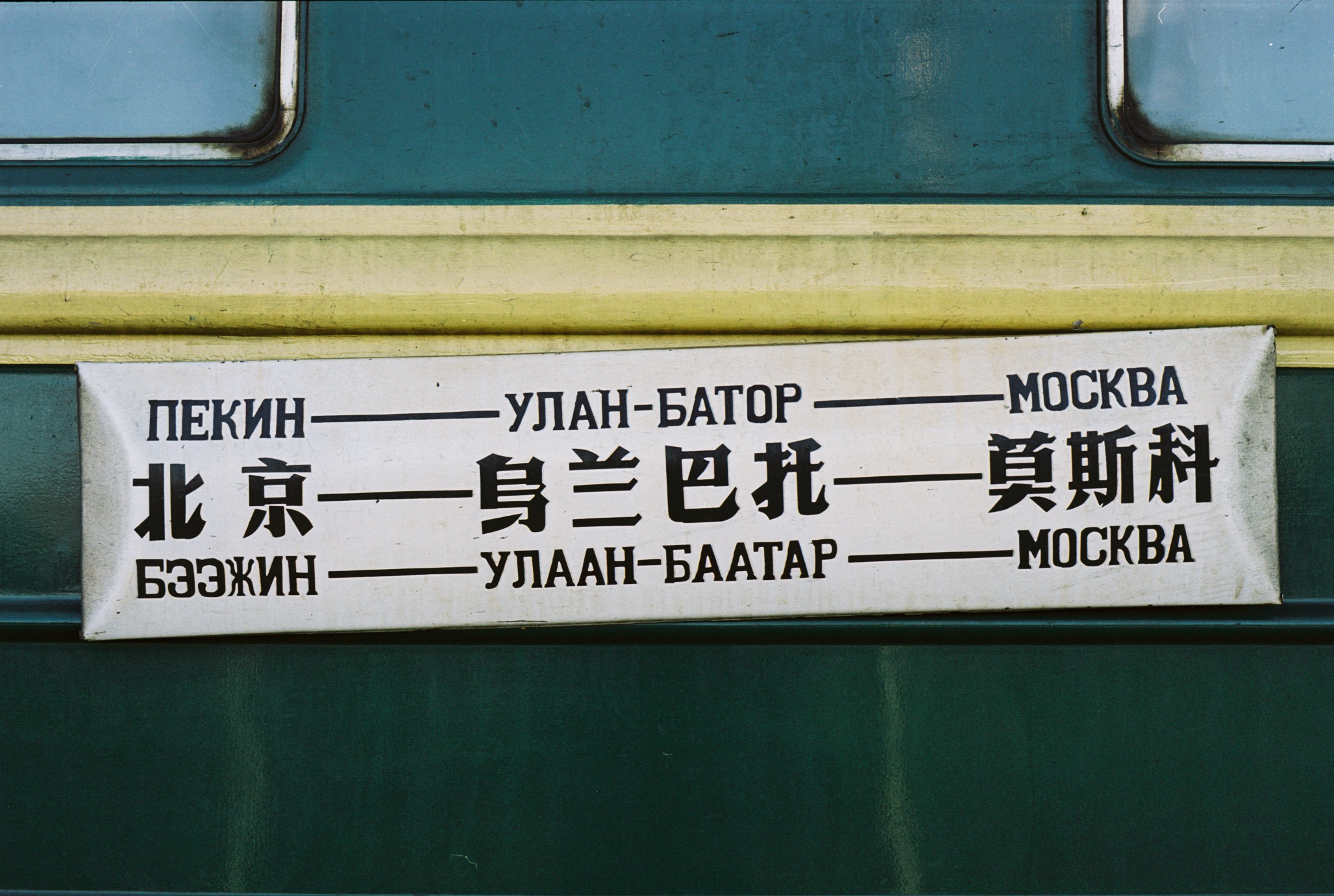
Табличка трьома мовами на потязі «Пекін — Улан-Батор — Москва»